# جعفری فرنگی (سرده)
جعفری فرنگی (نام علمی: Chaerophyllum) نام یک سرده از تیره چتریان است.

## نگارخانه

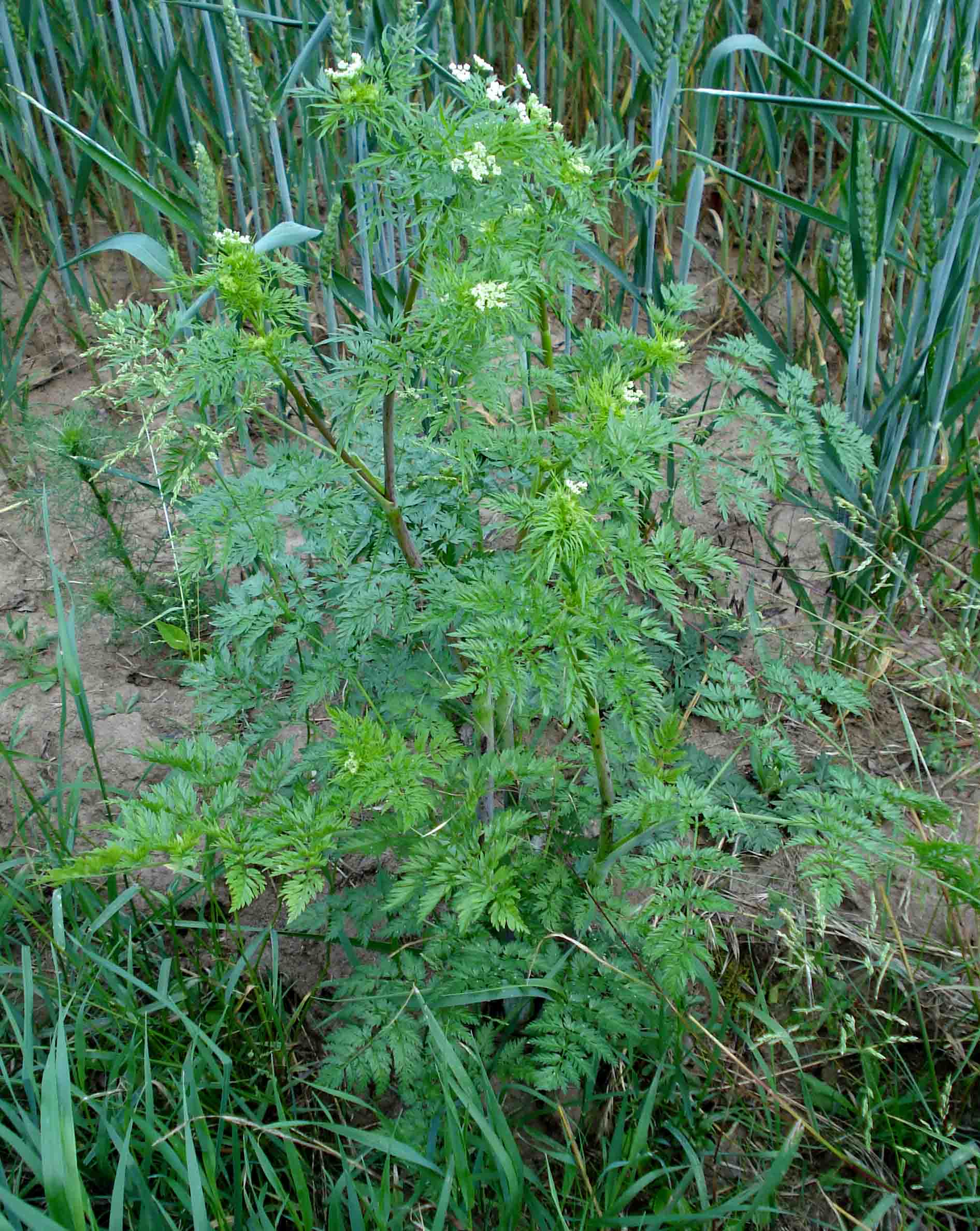
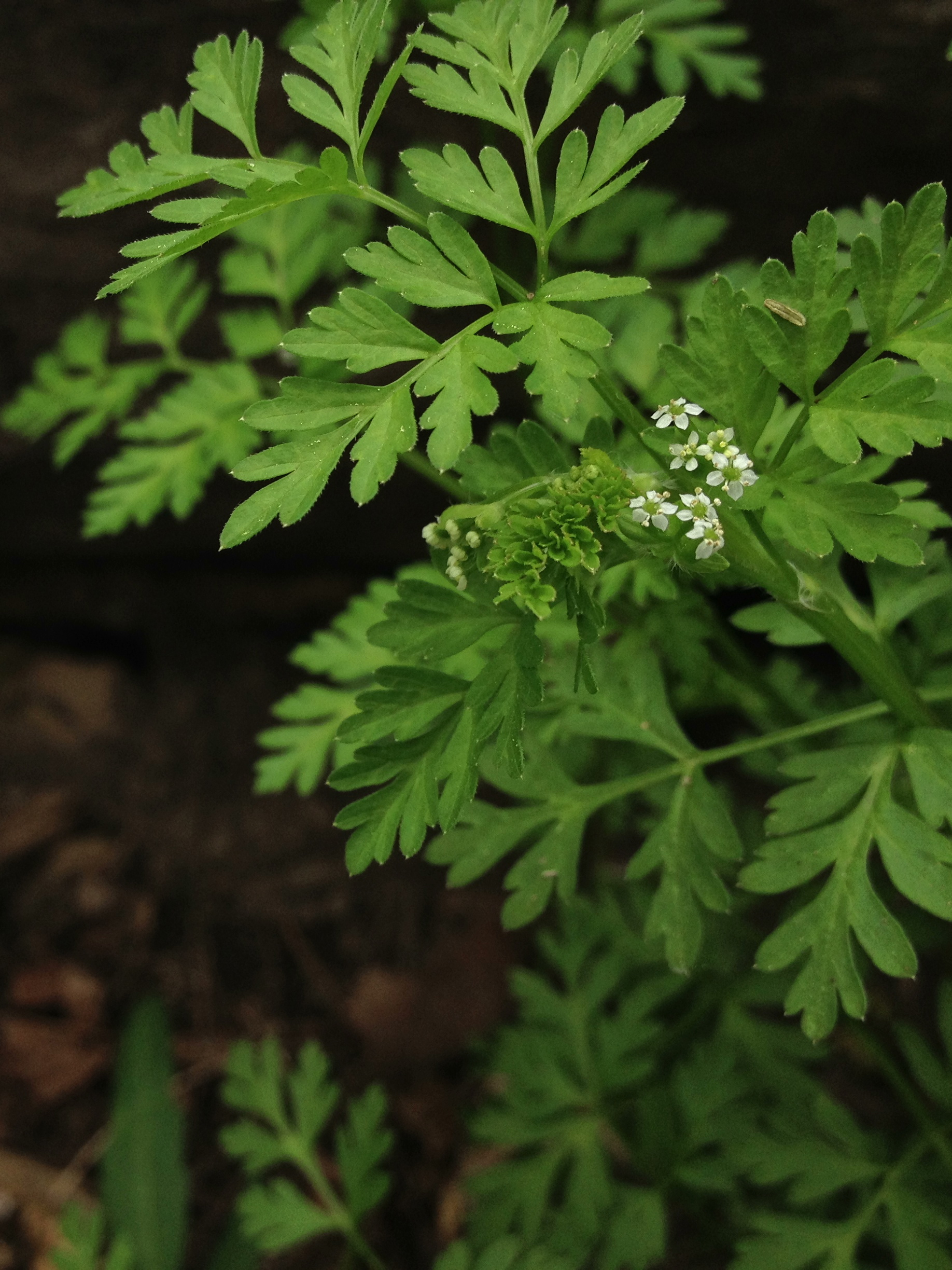